# Полицаят от Сен Тропе
„Полицаят от Сен Тропе“ (на френски: Le Gendarme De Saint-Tropez) е френско-италианска кинокомедия от 1964 г. на френския кинорежисьор Жан Жиро. Сценарият е на Ришар Балдучи, Жан Жиро и Жак Вилфрид. Главната роля на полицай Людовик Крюшо се изпълнява от френския киноартист Луи дьо Фюнес. В ролята на Никол, дъщерята на Крюшо, е френската киноактриса Жоньовиев Гра. В ролята на старши полицай Жербер е френският киноартист Мишел Галабрю.
Това е първият филм от поредицата за легендарните полицаи от Сен Тропе. Идеята за създаване на филма хрумва на Жан Жиро, когато е бил на почивка в Сен Тропе и му открадват видеокамерата от плажа, докато се къпе. Жиро се оплаква в местното полицейско управление за кражбата, но от там му отговарят, че не се занимават с подобни дреболии. Така Жиро решава да осмее полицаите от Сен Тропе във филм. След появата на филма по екраните Сен Тропе става невероятно популярен за туристите. На голяма популярност се радва и филмът, което поражда идеята за още нови серии.

## Сюжет
Людовик Крюшо е полицай в малко френско градче. За добра служба получава своеобразно повишение като е изпратен да служи в морския курортен град Сен Тропе. В новото полицейско управление негов началник е старшина Жербер. С Крюшо в Сен Тропе пристига и неговата единствена дъщеря Никол. Никол бързо си намира приятели в крайморския град, но решава да се представи за дъщеря на милиардер, тъй като се срамува да сподели с тях, че баща ѝ е полицай.

## В ролите
| Актьор         | Роля                                           |
| -------------- | ---------------------------------------------- |
| Луи дьо Фюнес  | жандарм/старши вахмистър Людовик Моревон Крюшо |
| Жоньовиев Гра  | Никол Крюшо, дъщеря на Людовик                 |
| Мишел Галабрю  | старшина Жером (Алфонс-Антуан) Жербер          |
| Жан Льофевър   | жандарм Люсиен Фугас                           |
| Кристиан Марен | жандарм Албер Мерло                            |
| Ги Гросо       | жандарм Гастон Трикар                          |
| Мишел Модо     | жандарм Жул Берлико                            |
| Клод Пиеплю    | месю Андре-Хюг Буаселие                        |
| Никол Вервил   | мадам Сесилия Жербер                           |
| Франс Румили   | сестра Клотилда, монахиня със Ситроен 2CV      |

## В България
Филмът е издаден на видеокасета с дублаж на български език от 1980-те години в превод на Ана Едрева.